# 보성군의회
보성군의회는 전라남도 보성군 지역을 관할하는 기초의회이다.